# Gods, Demi-Gods & Heroes
Gods, Demi-Gods & Heroes è un libro supplementare di regole per il gioco di ruolo fantasy Dungeons & Dragons (D&D).

## Contenuto
L'opera fornisce informazioni sul pantheon delle mitologie di Egizi, Hindu, Greci, Celti, Vichinghi, Finlandesi, Aztechi, Maya, Cinesi e Giapponesi. Contiene anche capitoli sulle mitologie sviluppate da Robert E. Howard (Hyborea) e da Michael Moorcock (Melniboné). Il libro fu sviluppato per integrarsi nelle dinamiche di gioco di D&D, e quindi non è da intendersi come fonte per i miti da esso trattati.

## Storia editoriale
Gods, Demi-Gods & Heroes fu scritto da Robert Kuntz e James Ward, e pubblicato dalla TSR nel 1976 come compendio; fu il quarto set di regole supplementari per D&D. Fu successivamente riedito da Tim Kask, e pubblicato come libro dalla TSR nel 1976 per l'edizione originale di D&D, e fu designato come "Supplement IV", seguendo i primi tre supplementi: Greyhawk, Blackmoor e Eldritch Wizardry. Nelle successive edizioni del gioco il libro fu sostituito da Deities and Demigods, mantenendone la struttura.
Gods, Demi-Gods & Heroes è stato ristampato il 19 novembre 2013 come parte della ristampa deluxe dell'originale "White Box". Ogni volume della ristampa presenta una nuova copertina, ma il contenuto è una fedele riproduzione dell'originale.

## Critica
Nel suo libro del 1991, Heroic Worlds, Lawrence Schick giudica Gods, Demi-Gods & Heroes come "il supplemento meno importante all'originale D&D".

## Ulteriori letture
- Recensito in: The Space Gamer numero 9